# 勇者鬥惡龍 創世小玩家2 破壞神席德與空蕩島
《勇者鬥惡龍 創世小玩家2 破壞神席德與空蕩島》是史克威尔艾尼克斯开发的电子角色扮演游戏，于2018年12月20日在PlayStation 4和任天堂Switch平台发行，任天堂Switch繁體中文版於2019年8月9日發售，Windows版於2019年12月10日發售。

## 遊戲玩法

多人連線模式與交通工具最多支援4名玩家

《勇者鬥惡龍 創世小玩家2 破壞神席德與空蕩島》是款動作角色扮演的沙盒建造遊戲，玩家將扮演「建造師學徒」並透過自身創造方塊的能力來拯救世界，除了能依據自己的喜好選擇使用第一人稱視角或第三人称视角來操控角色。還能自行選擇創造師的性別與外觀造型。
遊戲這次新增了多個遊玩要素，包含能在水中自由探索、使用「風之斗篷（かぜのマント）」進行滑翔、製作出斜面方塊和最多100格的建築高度。本作最多支援4人同時遊玩，任天堂Switch的玩家能透過本地連線與朋友遊玩，在多人模式中，玩家還能共乘交通工具。

## 情節
遊戲和前作《勇者鬥惡龍 創世小玩家 阿雷夫加爾德復興記》一樣，情節都基於羅德三部曲。本作情節設定於《勇者鬥惡龍II 惡靈的眾神》之後，《勇者鬥惡龍II》的邪惡神官哈貢被打倒後，其追隨者組成的哈貢教團繼續破壞世界，玩家要扮演主人公和教團對抗。

## 發行
《勇者鬥惡龍 創世小玩家2 破壞神席德與空蕩島》由史克威尔艾尼克斯和光榮特庫摩旗下的開發團隊「ω-Force」共同開發。遊戲首次於「勇者鬥惡龍夏日祭典 2017（ドラゴンクエスト夏祭り2017）」活動上公布，發售日在日後的直播活動中公布，PlayStation 4和任天堂Switch版本的遊戲皆於2018年12月20日在日本發售。
PlayStation 4的繁體中文版於2019年1月24日發售，北美與歐洲則在2019年7月12日發售，任天堂Switch的繁體中文版於2019年8月9日發售，PC版於2019年12月10日發售，並收錄先前發行的三個可下載內容（DLC）。
在遊戲正式發售前，史克威尔艾尼克斯於日本推出了遊戲的試玩版，並與羅森合作推出的主題便利商店。PC版本的試玩於2019年12月5日推出，玩家在體驗版上的遊玩紀錄能轉移到完整版上。

## 評價
《勇者鬥惡龍 創世小玩家2 破壞神席德與空蕩島》發售後獲得了不錯的評價，遊戲在Metacritic的匯總得分個別為PlayStation 4版本的86、任天堂Switch版本的85以及PC版本的85分。
《Fami通》給予遊戲37/40分，評審皆表示喜歡這次新增的各式方塊，遊戲的推進方式很舒服不會給人太急躁的感覺。Polygon的編輯安娜·迪亞茲（Ana Diaz）評論本作與《我的世界》產生的孤寂不同，遊戲中性情各異的非玩家角色（NPC）讓整個旅途變得更加美妙、愜意。IGN的評論員T.J. Hafer認為本作除了是優秀的RPG與建造遊戲，更是匯集這兩種遊戲類型優點的佳作。
GamesRadar+給予遊戲滿分5分的成績，評論升級版的玩具、更大的世界和飼養狗狗能讓你感受到最獨特的喜悅。香港01的賴浩然稱讚遊戲出色的建築系統與無限的耐完度，而觀看其他玩家的作品更是一大樂趣，但美中不足的是遊戲要走主線才能增加地圖、夥伴和沿用《勇者鬥惡龍II 惡靈的眾神》的音樂。
遊戲在PC版擁有更好的畫面與穩定60幀數，且包含了先前發售的三個DLC，但除了幾個基本的圖形設定選項，玩家無法做更進一步的設定。此外，遊戲還因為戰鬥方面比前作落後、莫名其妙的攝影機角度受到批評。

### 銷量
實體的PlayStation 4、任天堂Switch版本《勇者鬥惡龍 創世小玩家2 破壞神席德與空蕩島》首周在日本售出分別售出11萬285套與9萬7673套，是當周的第4、第5名。在英國，遊戲首周登場於第5名，其中Switch版本比PS4版本更為熱銷。而在義大利，Switch版本首周登場於28名，PS4版本則位在第67名。
截至2019年8月9日，PlayStation 4與任天堂Switch版本的《勇者鬥惡龍 創世小玩家2 破壞神席德與空蕩島》共合計售出超過110萬套。

### 所獲獎項
| 年份 | 獎項                       | 類別                   | 結果 | 來源          |
| ---- | -------------------------- | ---------------------- | ---- | ------------- |
| 2019 | Fami通獎                   | 優秀獎                 | 獲獎 | [ 42 ]        |
| 2019 | 日本遊戲大獎               | 優秀獎                 | 獲獎 | [ 43 ]        |
| 2019 | 金搖桿獎                   | 年度任天堂遊戲         | 提名 | [ 44 ]        |
| 2020 | 第23屆D.I.C.E.遊戲大獎     | 年度家庭遊戲           | 提名 | [ 45 ] [ 46 ] |
| 2020 | 国家电子游戏行业研究院大奖 | Game, Franchise Family | 待定 | [ 47 ]        |

## 備註
1. ↑  任天堂負責日本、台灣、香港以外地區的Switch版本發行。

## 外部連結
- 官方网站